# SAM Broadcaster
SAM Broadcaster ist ein Programm von Spacial für das Streamen von Webradio, das auch mit PCI-Max-Ultra-Hardware genutzt werden kann. SAM Broadcaster stellt dabei auch Webseiten zur Verfügung, mittels derer Zuhörer sich Songs, die zuvor in einer Datenbank hinterlegt wurden, wünschen können.

## Technische Details

### Servertypen
- Icecast (v1 und v2)
- Live365
- P2P Streamer
- SHOUTcast (v1 und v2)
- Steamcast
- Windows Media
- SAM Vibe

### SAM Broadcaster kann in folgende Formate enkodieren
- aacPlus
- MP3
- mp3pro
- Ogg/Vorbis
- Windows Media

SAM Broadcaster nutzt eine Datenbank, um Songinformationen zu speichern. Dabei werden folgende Datenbanken (Stand: April 2015) unterstützt:
MySQL, Firebird, PostgreSQL oder MS SQL.

## Versionen
- SAM2 war die erste populäre Version.
- SAM3
- SAM4 unterstützt neue Features wie StreamAds Management und AAC Encoding. Dies war die letzte Version vor der Übernahme durch Ando Media.
- Ab SAM 2013 wurde das Versionierungsschema geändert und das Lizenzmodell auf Abo-Basis umgestellt. Das Jahresabo gewährt dauerhaften Zugang zu allen Veröffentlichungen innerhalb eines Jahres ab Kauf, die Lizenz zur Nutzung gilt dabei dauerhaft. Neue Versionen werden jetzt innerhalb des Veröffentlichungsjahres durchgezählt, eine Unterscheidung zwischen Haupt- und Zwischenversionen findet nicht mehr statt.